# 藤末尚
藤末 尚（ふじすえ しょう、1915年5月13日 - 2006年10月28日）は、日本の経営者。住友セメント社長、会長を務めた。兵庫県出身。

## 経歴
1940年に京都帝国大学法学部を卒業し、同年に住友石炭鉱業に入社。杵島炭鉱を経て、1968年に取締役に就任し、1971年に専務を経て、1973年に社長に就任。1974年から1982年までに住友セメント社長を務めた。
2006年10月28日、心不全で死去。91歳没。